# Estació de Paiporta
L'Estació de Paiporta és l'estació del metro de València que correspon al municipi de Paiporta de la comarca de l'Horta. L'ingrés es fa a l'avinguda Francesc Ciscar de Paiporta.
Es va inaugurar en 1893 com a part del Trenet de València, en la línia entre València i Torrent, després va formar part de FEVE i des de 1986, amb el soterrament de la línia a València, FGV. Va ser la terminal de la línia 1 i de la línia 5, i a partir de la reorganització de la xarxa al març de 2015, el tram Llíria-Empalme va passar a formar part exclusivament de la línia 2,
A causa de les greus inundacions esdevingudes a València el 2024, l'estació, greument danyada, va romandre tancada des del 30 d'octubre de 2024. Va reinaugurar-se el 27 de juny de 2025, amb un nou edifici reconstruït i instal·lacions rehabilitades.
| << Capçalera     | < Estació | Línies  | Estació >    | Capçalera >> |
| ---------------- | --------- | ------- | ------------ | ------------ |
| Castelló         | Picanya   |         | València Sud | Bétera       |
| Torrent Avinguda | Picanya   |         | València Sud | Llíria       |
| Torrent Avinguda | Picanya   | Marítim | València Sud |              |